# Chiasmocleis albopunctata
Espèce
Synonymes
- Engystoma albopunctatum Boettger, 1885
- Chiasmocleis bicegoi Miranda-Ribeiro, 1920

Statut de conservation UICN

 LC  : Préoccupation mineure
Chiasmocleis albopunctata est une espèce d'amphibiens de la famille des Microhylidae.

## Répartition
Cette espèce se rencontre entre 100 et 1 500 m d'altitude, :
- au Brésil dans les États de Goiás, du Mato Grosso, du Mato Grosso do Sul, du Minas Gerais et de São Paulo ;
- dans l'est de la Bolivie ;
- dans le nord-est du Paraguay.

## Étymologie
Son nom d'espèce, du latin alba, « blanc », et punctatus, « couvert de points », lui a été donné en référence à sa coloration dorsale.

## Publication originale
- Boettger, 1885 : Liste von Reptilien und Batrachiern aus Paraguay. Zeitschrift für Naturwissenschaften (Halle), vol. 58, p. 213-248 (texte intégral).